# Degressiv proportionalitet
Degressiv proportionalitet betyder att ett land med en liten befolkning får fler mandat i relation till sin befolkning än vad ett stort land får i relation till sin befolkning. Degressiv proportionalitet används till exempel vid val till Europaparlamentet. Mandatfördelningen inom EU är dock framförhandlad mellan medlemsstaterna och således finns det ingen specifik matematisk formel bakom fördelningen.